# قبة سنغي هغ
قبة سنغي هغ (بالفارسية: گنبد سنگی هگ) هي قبة تاريخية تعود إلى القرن الثامن الهجري، وتقع في مقاطعة أبركوه.